# Bates City (Misuri)
Bates City es una ciudad ubicada en el condado de Lafayette en el estado estadounidense de Misuri. En el Censo de 2010 tenía una población de 219 habitantes y una densidad poblacional de 75,7 personas por km².

## Geografía
Bates City se encuentra ubicada en las coordenadas 39°0′18″N 94°3′37″O / 39.00500, -94.06028. Según la Oficina del Censo de los Estados Unidos, Bates City tiene una superficie total de 2.89 km², de la cual 2.77 km² corresponden a tierra firme y (4.12%) 0.12 km² es agua.

## Demografía
Según el censo de 2010, había 219 personas residiendo en Bates City. La densidad de población era de 75,7 hab./km². De los 219 habitantes, Bates City estaba compuesto por el 97.72% blancos, el 0% eran afroamericanos, el 0% eran amerindios, el 0% eran asiáticos, el 0.46% eran isleños del Pacífico, el 1.37% eran de otras razas y el 0.46% pertenecían a dos o más razas. Del total de la población el 1.83% eran hispanos o latinos de cualquier raza.